# Legionnaire (videojuego de 1992)
Legionnaire (最終格闘貴族レジオネア Saishū kakutō kizoku Rejionea?) es un videojuego de beat 'em up arcade de 1992 desarrollado por Tad Corporation y publicado por Tecmo. Es similar a Final Fight.

## Sinopsis
El Rey Carmesí gobierna Ciudad Sangre, una ciudad con abundancia de drogas, armas y corrupción. Solo la fuerza de los Legionarios, compuesta por Alfred, Chris, Frank y Judy, se atreve a enfrentarse al Rey Carmesí y sus lacayos. Sin embargo, Judy es secuestrada por el Rey y ahora los otros tres tienen que rescatarla.

## Jugabilidad
Legionnaire es un juego beat 'em-up de desplazamiento lateral en 2D que pone a los jugadores en la piel de uno de tres luchadores.
Se lucha contra varios gánsteres y jefes diferentes con el escenario de la ciudad de fondo. En el camino, se puede recuperar salud en objetos destructibles. El juego se puede jugar solo o con un amigo.